# Rocío Comba
Rocío Comba, född 14 juli 1987, är en argentinsk friidrottare. Hon deltog vid olympiska sommarspelen 2008, olympiska sommarspelen 2012 och olympiska sommarspelen 2016.